# 米哈爾基夫齊 (亞爾莫林齊區)
49°17′23″N 27°7′33″E / 49.28972°N 27.12583°E
米哈爾基夫齊（烏克蘭語：Михалківці）是位於烏克蘭西部的村莊，由赫梅利尼茨基州裡赫梅利尼茨基區的羅茲索沙市鎮負責管轄。該村面積1.76平方公里，海拔高度324米，2001年人口340，人口密度每平方公里193.7人。